# Jonathan Meese

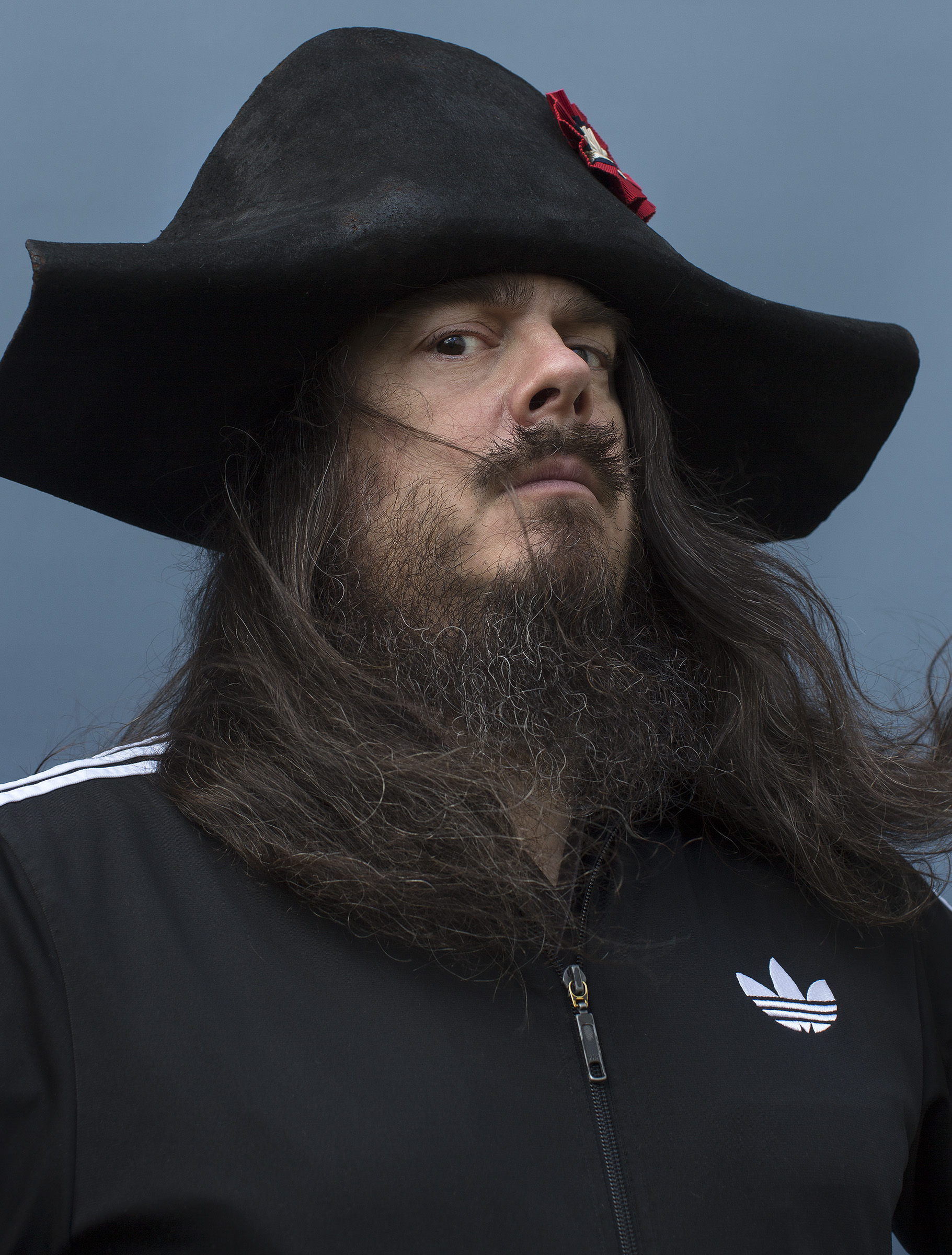
Meese gefotografeerd door Oliver Mark, Berlijn 2017

Jonathan Meese (Tokio, 1970) is een Duits kunstenaar. Hij maakt beeldende kunst (schilderijen, beelden en installaties), maar werkt ook als performance-kunstenaar. In de jaarlijks uitgegeven kunstgids The Collector's Guide (2006) werden zijn performances omschreven als liturgisch en zijn installaties als dionysisch. In zijn werk verweeft Meese filosofische, politieke en culturele thema's. Zijn werk was onder meer te zien in de Saatchi Gallery en het Musée d'Art moderne et contemporain. Hij verwierf voor het eerst bekendheid met zijn optreden op de Berlijnse biënnale van 1994.
Van 1 oktober 2010 tot 15 januari 2012 was er in het Gemeentemuseum Den Haag een grote tentoonstelling met als titel: Totalzelbstportret  - Diktatur der Kunst. Schilderijen, video's en een kelder vol bijzondere objecten en constructies, waarbij veel gebruik werd gemaakt van geraamtes. 
Jonathan Meese werd in 2013 vervolgd voor het geven van nazi-groet tijdens een evenement het jaar ervoor, maar hij voerde met succes aan dat het gebaar deel uitmaakte van een interview-omgezet-kunstvoorstelling en werd vrijgesproken.